# 南昌号导弹驱逐舰 (055型)
南昌号导弹驱逐舰，正式名称为中国人民解放军海军南昌舰（舷号：101），是中國人民解放軍海軍入役的首艘055型导弹驱逐舰，同时也是中华人民共和国研制建造的首艘万吨级大型导弹驱逐舰。该舰约于2014年左右开工建造，於2017年6月28日在上海滬東造船廠下水，并于2020年1月12日起正式入列并服役于中国人民解放军海军北海舰队。

## 服役歷史
2022年「遼寧號」進行了兩次遠訓，其中5月的一次南昌艦隨行。當時美軍航母在西太平洋只有亞伯拉罕·林肯號航空母艦巡航，5月20日隆納·雷根號航空母艦離開日本橫須賀，接替林肯號進行巡航。
2024年1月7日，新华社报道，中共中央宣传部向全社会宣扬南昌舰党委先进事迹，授予他们“时代楷模”称号，另有报道引述在一次辽宁舰编队实战化部署演练中，「在持续对抗缠斗中，全舰官兵连续20多天时刻保持战斗状态」，「当外军飞机逐渐抵近时，我们预警探测设备是全程追瞄，坚强有力地回击了外军的挑衅。」另外中央电视台为其专门制作节目，公开了2022年時南昌舰的训练画面，显示有2架美军战斗机近距离飞近南昌舰，由于画面解析度过低，有分析认为是F-35战斗机（或F/A-18E/F战斗机），节目提到南昌舰开启雷达预警，对美军战机全程追瞄跟踪，并启动了武器系统，打开了导弹垂直发射井盖板和近防炮瞄准，最终事件有惊无险落幕。

## 外部連結
- [面对面]南昌舰·挺进深蓝, CCTV 13